# Renny Ottolina
Renaldo José Ottolina Pinto (Valencia, 11 décembre 1928 - Caracas, 16 mars 1978), connu comme Renny Ottolina, fut un présentateur d'émissions de télévision et radio, journaliste et homme politique vénézuélien. Ottolina obtint un succès important avec son émission télévisée « El Show de Renny », où il développa un style unique de présentateur et animateur. Ce succès lui servit de tremplin politique pour se présenter comme candidat à l'élection présidentielle de 1978, que gagna Luis Herrera Campins. Il mourut au cours d'un accident d'avion en pleine campagne présidentielle. On le connait comme « le numéro un de la télévision vénézuélienne ».
Ottolina fut un critique acerbe des partis politiques en place au Venezuela dans les années 1960 et 1970. Il fonda le parti Mouvement d'Intégration Nationale (MIN), dont le symbole était les lunettes du présentateur.
Sa fille, Rhona Ottolina, fut candidate à la présidence et membre du Congrès.

## Source
- (es) Cet article est partiellement ou en totalité issu de l’article de Wikipédia en espagnol intitulé « Renny Ottolina » (voir la liste des auteurs).